# Permanent Okavango River Basin Water Commission
Die Permanent Okavango River Basin Water Commission abgekürzt OKACOM (portugiesisch Comissão Permanente da Água da Bacia Hidrográfica do Okavango; deutsch etwa „Ständige Wasserkommission für das Okavangobecken“) ist eine multinationale Organisation der afrikanischen Staaten Angola, Botswana und Namibia zur abgestimmten Nutzung von Wasserressourcen auf ihren Territorien. Der Verwaltungssitz befindet sich in Gaborone (Botswana).

## Entwicklung
OKACOM entstand am 15. September 1994 durch den Gründungsbeschluss von Vertretern der drei beteiligten Staaten in Windhoek und nahm danach ihre Tätigkeit auf. Bis 2002 beeinträchtigte jedoch der Bürgerkrieg in Angola den Start und die Aufbauarbeit innerhalb dieser Organisation.
Im Mai 2007 vereinbarten die Mitgliedsstaaten ein Abkommen über die Organisationsstruktur von OKACOM (OKACOM Structure Agreement). Dieses Abkommen sieht drei Struktureinheiten innerhalb von OKACOM vor. Demnach gibt es folgende Organisationseinheiten: die Kommission, den Lenkungsausschuss für das Okavangobecken (Okavango Basin Steering Committee, OBSC) und das Sekretariat (OKASEC). Die Kommission dient als das Hauptorgan von OKACOM und ist für die Ausrichtung der gemeinsam verfolgten Politik sowie für die Betreuung der Aktivitäten der Organisation zuständig.
Die Regierung Schwedens unterstützte mit der Entwicklungsorganisation Swedish International Development Agency den Aufbauprozess in der OKACOM. Zudem gab es finanzielle Hilfen seitens Global Environment Facility, aus dem United Nations Development Programme und von USAID.

## Aufgaben
Die Aufgaben der OKACOM bestehen in der fachlichen Beratung für die Vertragspartner zu Fragen der Erhaltung, Erschließung und Nutzung von Wasserressourcen, die von gemeinsamem Interesse der drei Länder sind. Die Vertragspartner verpflichteten sich, die zur Erfüllung ihrer Aufgaben benötigten Informationen der Kommission zur Verfügung zu stellen und sie über jede geplante Entwicklung oder sonstige Angelegenheiten, die in den Aufgabenbereich der Kommission fallen, zu unterrichten.

## Territoriale Zuständigkeit
Die territoriale Zuständigkeit von OKACOM erstreckt sich auf das Cubango-Okavango-Gewässersystem mit einer Gesamtlänge von maximal 1900 Kilometern. Die zahlreichen einzelnen Quellregionen liegen in einem niederschlagsreichen Abschnitt von Angola und entwickeln sich im Verlauf des Gewässersystems zu den Hauptzuflüssen Cubango (später der Okavango), Cuebe und Cuito. Von Namibia aus sind folgende größere Riviere dem Okavangobecken zulaufend: Daneib, Eiseb, Epukiro, Hanahai, Khaudum, Nama, Ngamaseri, Okwa und Omatako. Die Wasserläufe des Systems enden durch Verdunstung und Versickerung in den Kalaharisanden der ariden Beckenstruktur des Okavangodeltas, saisonal über den Boteti auch in der Ntwetwe-Pfanne. Diese Gebiete gehören zu den am wenigsten bewohnten Landesteilen Botswanas.